# Scalmatica rhicnopa
Scalmatica rhicnopa är en fjärilsart som beskrevs av Edward Meyrick 1919. Scalmatica rhicnopa ingår i släktet Scalmatica och familjen äkta malar. Inga underarter finns listade.